# Quadratwurzel einer Matrix
Die Quadratwurzel einer Matrix oder Matrixwurzel ist ein Begriff aus der linearen Algebra und verallgemeinert das Konzept der Quadratwurzel einer reellen Zahl. Eine Quadratwurzel einer quadratischen Matrix ist eine Matrix, die mit sich selbst multipliziert die Ausgangsmatrix ergibt. Für symmetrische positiv semidefinite Matrizen lässt sich eine eindeutige Quadratwurzel definieren. Im Allgemeinen muss allerdings weder eine Quadratwurzel existieren, noch muss sie, wenn sie existiert, eindeutig sein.

## Quadratwurzel einer positiv semidefiniten Matrix

### Definition
Für eine symmetrische positiv semidefinite Matrix {\displaystyle A\in \mathbb {R} ^{n\times n}} heißt eine ebenfalls symmetrische positiv semidefinite Matrix {\displaystyle B\in \mathbb {R} ^{n\times n}} Quadratwurzel oder kurz Wurzel von {\displaystyle A,} falls
{\displaystyle B^{2}=B\cdot B=A}
gilt. Die Quadratwurzel von {\displaystyle A} ist dabei eindeutig bestimmt und wird mit {\displaystyle A^{\frac {1}{2}}} bezeichnet.

### Darstellung
Die Quadratwurzel von {\displaystyle A} ergibt sich wie folgt. Nach dem Spektralsatz existiert eine orthogonale Matrix
{\displaystyle Q=(v_{1}\mid \cdots \mid v_{n})\in \mathbb {R} ^{n\times n}}
mit paarweise orthonormalen Eigenvektoren {\displaystyle v_{1},\ldots ,v_{n}\in \mathbb {R} ^{n}} von {\displaystyle A} als Spalten und eine Diagonalmatrix
{\displaystyle D=\operatorname {diag} (d_{1},\ldots ,d_{n})\in \mathbb {R} ^{n\times n}}
mit den diesen Eigenvektoren zugehörigen Eigenwerten {\displaystyle d_{1},\ldots ,d_{n}\in \mathbb {R} } auf der Diagonale, sodass
{\displaystyle A=QDQ^{T}}
gilt. Die Quadratwurzel von {\displaystyle A} ergibt sich dann zu
{\displaystyle A^{\frac {1}{2}}=QD^{\frac {1}{2}}Q^{T},}
wobei die Diagonalmatrix
{\displaystyle D^{\frac {1}{2}}={\text{diag}}\left({\sqrt {d_{1}}},\ldots ,{\sqrt {d_{n}}}\right)\in \mathbb {R} ^{n\times n}}
die Quadratwurzeln der Eigenwerte von {\displaystyle A} auf der Diagonale hat. Nachdem die Eigenwerte einer positiv semidefiniten Matrix {\displaystyle A} stets reell und nichtnegativ sind, können deren Quadratwurzeln ebenfalls reell und nichtnegativ gewählt werden.

### Beispiel
Die Matrix
{\displaystyle A={\begin{pmatrix}5&4\\4&5\end{pmatrix}}}
hat die Eigenwerte {\displaystyle \lambda _{1}=9} und {\displaystyle \lambda _{2}=1.} {\displaystyle v_{1}={\tfrac {1}{\sqrt {2}}}{\begin{pmatrix}1\\1\end{pmatrix}}} und {\displaystyle v_{2}={\tfrac {1}{\sqrt {2}}}{\begin{pmatrix}1\\-1\end{pmatrix}}} bilden die zugehörige Orthonormalbasis aus Eigenvektoren. Es gilt also
{\displaystyle A={\frac {1}{\sqrt {2}}}{\begin{pmatrix}1&1\\1&-1\end{pmatrix}}{\begin{pmatrix}9&0\\0&1\end{pmatrix}}{\frac {1}{\sqrt {2}}}{\begin{pmatrix}1&1\\1&-1\end{pmatrix}}}
zusammengefasst zu
{\displaystyle A={\frac {1}{2}}{\begin{pmatrix}1&1\\1&-1\end{pmatrix}}{\begin{pmatrix}9&0\\0&1\end{pmatrix}}{\begin{pmatrix}1&1\\1&-1\end{pmatrix}}}
und somit
{\displaystyle A^{\frac {1}{2}}={\frac {1}{2}}{\begin{pmatrix}1&1\\1&-1\end{pmatrix}}{\begin{pmatrix}3&0\\0&1\end{pmatrix}}{\begin{pmatrix}1&1\\1&-1\end{pmatrix}}={\begin{pmatrix}2&1\\1&2\end{pmatrix}}.}

### Eigenschaften
Das Quadrat der Matrix {\displaystyle A^{\frac {1}{2}}} ist die Matrix {\displaystyle A\colon }
{\displaystyle A^{\frac {1}{2}}A^{\frac {1}{2}}=QD^{\frac {1}{2}}Q^{T}QD^{\frac {1}{2}}Q^{T}=QDQ^{T}=A}
Die Matrix {\displaystyle A^{\frac {1}{2}}} ist symmetrisch:
{\displaystyle \left(A^{\frac {1}{2}}\right)^{T}=\left(QD^{\frac {1}{2}}Q^{T}\right)^{T}=QD^{\frac {1}{2}}Q^{T}=A^{\frac {1}{2}}}
Die Matrix {\displaystyle A^{\frac {1}{2}}} ist positiv semidefinit (verwendet wird die Verschiebungseigenschaft des Standardskalarprodukts):
{\displaystyle \left\langle x,A^{\frac {1}{2}}x\right\rangle =\left\langle x,QD^{\frac {1}{2}}Q^{T}x\right\rangle =\left\langle D^{\frac {1}{4}}Q^{T}x,D^{\frac {1}{4}}Q^{T}x\right\rangle \geq 0}
für alle {\displaystyle x\in \mathbb {R} ^{n},} wobei {\displaystyle D^{\frac {1}{4}}={\text{diag}}\left({\sqrt[{4}]{d_{1}}},\ldots ,{\sqrt[{4}]{d_{n}}}\right)} gilt. Ist {\displaystyle A} positiv definit, so ist auch {\displaystyle A^{\frac {1}{2}}} positiv definit.

## Quadratwurzeln beliebiger Matrizen

### Definition
Als Wurzel einer quadratischen Matrix {\displaystyle A} bezeichnet man jede Matrix {\displaystyle B,} die mit sich selbst multipliziert {\displaystyle A} ergibt:
{\displaystyle B{\text{ ist Wurzel von }}A\quad \Leftrightarrow \quad B^{2}=BB=A}
Man findet auch Quellen, in denen {\displaystyle B} eine Wurzel von {\displaystyle A} genannt wird, wenn {\displaystyle A=B\cdot B^{T}} gilt.
Für eine Wurzel von {\displaystyle A} schreibt man auch {\displaystyle A^{\frac {1}{2}}.} Es ist in dieser Notation jedoch unklar, welche Wurzel gemeint ist, da mehrere existieren können.

### Anzahl existierender Wurzeln
Wie schon bei der Wurzel aus reellen oder komplexen Zahlen ist die Wurzel aus einer Matrix im Allgemeinen nicht eindeutig. Ist etwa {\displaystyle A^{\frac {1}{2}}} eine Wurzel aus {\displaystyle A,} dann auch {\displaystyle -A^{\frac {1}{2}}.}
Anders als bei der Wurzel einer komplexen Zahl können Matrizen auch mehr als zwei Wurzeln haben.
So haben beispielsweise {\displaystyle n\times n}-Matrizen, deren charakteristisches Polynom in paarweise verschiedene Linearfaktoren zerfällt, bis zu {\displaystyle 2^{n}} verschiedene Wurzeln.
Es gibt sogar Matrizen mit unendlich vielen Wurzeln. So besitzt etwa die Einheitsmatrix {\displaystyle {\bigl (}{\begin{smallmatrix}1&0\\0&1\end{smallmatrix}}{\bigr )}} unter anderem {\displaystyle {\bigl (}{\begin{smallmatrix}1&z\\0&-1\end{smallmatrix}}{\bigr )}} für jede komplexe Zahl {\displaystyle z} als Wurzel.
Weiterhin gibt es Matrizen, für die überhaupt keine Wurzel existiert: Ein Beispiel ist {\displaystyle A={\bigl (}{\begin{smallmatrix}0&1\\0&0\end{smallmatrix}}{\bigr )}.}

### Geometrische Interpretation von Wurzeln
Betrachtet man die Matrix {\displaystyle A} als lineare Transformation, das heißt als eine Abbildung zwischen Vektorräumen, durch die einem Vektor {\displaystyle {\vec {v}}} ein Vektor {\displaystyle {\vec {v}}'=A{\vec {v}}} zugeordnet wird, dann ist eine Wurzel {\displaystyle A^{\frac {1}{2}}} eine Transformation, die man zweimal hintereinander ausführen muss, um {\displaystyle {\vec {v}}} in {\displaystyle {\vec {v}}'} überzuführen.
Beispiel:
{\displaystyle A} sei die zweidimensionale Rotationsmatrix mit dem Winkel {\displaystyle \alpha \colon }
{\displaystyle A={\begin{pmatrix}\cos \alpha &-\sin \alpha \\\sin \alpha &\cos \alpha \end{pmatrix}}}
Dann ist jede zu einem Winkel {\displaystyle (t\cdot 360^{\circ }+\alpha )/2} mit einer ganzen Zahl {\displaystyle t} gehörende Rotationsmatrix eine Wurzel von {\displaystyle A.} Für {\displaystyle t=0} erreicht man mit der ersten Multiplikation eines Vektors {\displaystyle {\vec {v}}} mit {\displaystyle A^{\frac {1}{2}}} eine Drehung um den halben Winkel {\displaystyle \alpha /2} und mit der zweiten Multiplikation noch einmal.

### Berechnung einer Wurzel
Man kann Wurzeln einer Matrix {\displaystyle A} der Größe {\displaystyle n\times n} leicht bestimmen, wenn {\displaystyle A} eine Diagonalmatrix ist oder sich zumindest in eine Diagonalform überführen lässt (siehe Diagonalisierung).
Fall 1: Diagonalmatrix
Sind die Diagonaleinträge einer Diagonalmatrix paarweise verschieden, so können alle Wurzeln der Diagonalmatrix einfach bestimmt werden, indem von jedem Eintrag auf der Hauptdiagonale eine Wurzel bestimmt wird. Wenn man die Diagonaleinträge von {\displaystyle A} wie üblich mit {\displaystyle a_{11},\dotsc ,a_{nn}} bezeichnet, erhält man damit als Wurzeln von {\displaystyle A} die Matrizen
{\displaystyle {\begin{pmatrix}\pm {\sqrt {a_{11}}}&0&\cdots &0\\0&\pm {\sqrt {a_{22}}}&\cdots &0\\\vdots &\vdots &\ddots &\vdots \\0&0&\dots &\pm {\sqrt {a_{nn}}}\end{pmatrix}}}
Für jedes der {\displaystyle n} Diagonalelemente kann man das Vorzeichen beliebig wählen, sodass man {\displaystyle 2^{n}} paarweise verschiedene Wurzeln erhält, falls alle Diagonaleinträge von Null verschieden sind. Ist ein Diagonaleintrag Null, so erhält man entsprechend {\displaystyle 2^{n-1}} paarweise verschiedene Wurzeln. Da die Matrix {\displaystyle A} auch negative Werte auf der Diagonalen besitzen kann, können die Wurzeln auch komplexe Zahlen beinhalten.
Es ist zu beachten, dass es noch weitere Wurzeln geben kann, wenn die Diagonaleinträge nicht paarweise verschieden sind. Diese sind dann jedoch keine Diagonalmatrizen. So hat etwa die Einheitsmatrix unendlich viele Wurzeln, wie bereits oben erklärt wurde. Diagonalmatrizen mit negativen Diagonaleinträgen können in diesem Fall auch reelle Wurzeln besitzen. Zum Beispiel gilt:
{\displaystyle {\begin{pmatrix}0&1\\-1&0\end{pmatrix}}^{2}={\begin{pmatrix}-1&0\\0&-1\end{pmatrix}}}
Fall 2: Diagonalisierbare Matrix
Ist die Matrix {\displaystyle A} diagonalisierbar, so kann man auf folgende Weise Wurzeln von {\displaystyle A} ermitteln:
Man bestimmt zunächst eine invertierbare Matrix {\displaystyle T} und eine Diagonalmatrix {\displaystyle D}, sodass {\displaystyle A=TDT^{-1}} gilt. Die Matrix {\displaystyle T} hat dann als Spalten Eigenvektoren der Matrix {\displaystyle A} und die Matrix {\displaystyle D} als Diagonaleinträge die zugehörigen Eigenwerte.
Ist nun {\displaystyle D^{\frac {1}{2}}} eine Wurzel von {\displaystyle D,} so ist {\displaystyle A^{\frac {1}{2}}:=TD^{\frac {1}{2}}T^{-1}} eine Wurzel der Matrix {\displaystyle A}, denn es gilt:
{\displaystyle (TD^{\frac {1}{2}}T^{-1})^{2}=TD^{\frac {1}{2}}T^{-1}TD^{\frac {1}{2}}T^{-1}=TD^{\frac {1}{2}}D^{\frac {1}{2}}T^{-1}=TDT^{-1}=A}
Da {\displaystyle D} eine Diagonalmatrix ist, erhält man mögliche Wurzeln wie in Fall 1. Auch hierbei ist zu beachten, dass manche Eigenwerte der Diagonalmatrix negativ sein können, deren Wurzeln sind dann komplex. Falls die Matrix {\displaystyle n} paarweise verschiedene Eigenwerte hat, erhält man auch wie in Fall 1  {\displaystyle 2^{n}} bzw. {\displaystyle 2^{n-1}} verschiedene Lösungen.
Fall 3: Nicht diagonalisierbare Matrix
Ist die Matrix {\displaystyle A} nicht diagonalisierbar, lässt sich mit dem gezeigten Verfahren keine Wurzel berechnen. Dies bedeutet aber nicht, dass {\displaystyle A} keine Wurzel besitzt: So ist beispielsweise die Scherungs-Matrix {\displaystyle A={\bigl (}{\begin{smallmatrix}1&2\\0&1\end{smallmatrix}}{\bigr )}} nicht diagonalisierbar, besitzt jedoch die Wurzel {\displaystyle {\bigl (}{\begin{smallmatrix}1&1\\0&1\end{smallmatrix}}{\bigr )}.}
Falls wir beim Rechnen komplexe Zahlen zulassen, so ist jede Matrix {\displaystyle A} auf jordansche Normalform transformierbar, auch wenn sie nicht diagonalisierbar ist.
Man bestimmt Matrizen {\displaystyle Q,} ihre Inverse {\displaystyle Q^{-1}} und {\displaystyle J} mit {\displaystyle J=Q^{-1}AQ,} wobei {\displaystyle J} die folgende Blockdiagonalform hat:
{\displaystyle J={\begin{pmatrix}J_{1}&&0\\&\ddots &\\0&&J_{k}\end{pmatrix}}}
Die {\displaystyle J_{i}} sind Jordan-Blöcke der Form
{\displaystyle J_{i}={\begin{pmatrix}\lambda _{i}&1&&&0\\&\lambda _{i}&1&&\\&&\ddots {}&\ddots {}\\&&&\lambda _{i}&1\\0&&&&\lambda _{i}\end{pmatrix}}.}
Eine Wurzel aus {\displaystyle A} berechnet sich gemäß
{\displaystyle A=A^{\frac {1}{2}}A^{\frac {1}{2}}=QJQ^{-1}=QJ^{\frac {1}{2}}J^{\frac {1}{2}}Q^{-1}=(QJ^{\frac {1}{2}}Q^{-1})(QJ^{\frac {1}{2}}Q^{-1})\Rightarrow A^{\frac {1}{2}}=QJ^{\frac {1}{2}}Q^{-1}.}
Die Wurzel aus {\displaystyle J} ist aus jedem Jordan-Block {\displaystyle J_{i}} einzeln zu ziehen.
Falls {\displaystyle \lambda _{i}\,\neq \,0} gilt, ist die Potenz {\displaystyle J_{i}^{\beta }} eines Jordan-Blocks {\displaystyle J_{i}} durch
{\displaystyle J_{i}^{\beta }={\begin{pmatrix}\alpha _{i0}&\alpha _{i1}&\alpha _{i2}&\alpha _{i3}\\0&\alpha _{i0}&\alpha _{i1}&\alpha _{i2}\\0&0&\alpha _{i0}&\alpha _{i1}\\0&0&0&\alpha _{i0}\end{pmatrix}}}
gegeben mit {\displaystyle \alpha _{ij}={\tfrac {1}{j!}}f^{(j)}(\lambda _{i}),} wobei {\displaystyle f^{(j)}} die {\displaystyle j}-te Ableitung der Potenzfunktion {\displaystyle f(x)=x^{\beta }} ist. Explizit ergibt sich {\displaystyle \alpha _{ij}={\frac {\Gamma (\beta +1)\lambda _{i}^{\beta -j}}{\Gamma (j+1)\Gamma (\beta -j+1)}}} und {\displaystyle j=0,1,\dotsc ,(m_{i}-1),} wobei die Größe des Jordan-Blocks {\displaystyle J_{i}} mit {\displaystyle m_{i}} (in der Darstellung {\displaystyle m_{i}=4}), die Subdiagonalen mit {\displaystyle j} ({\displaystyle j=0} ist die Diagonale) und die Gammafunktion mit {\displaystyle \Gamma } bezeichnet sind. Für die Quadratwurzel ist {\displaystyle \beta =1/2} zu setzen.
Für {\displaystyle m_{i}=2} ergibt sich also beispielsweise
{\displaystyle J_{i}^{\frac {1}{2}}={\begin{pmatrix}{\sqrt {\lambda _{i}}}&{\frac {1}{2{\sqrt {\lambda _{i}}}}}\\0&{\sqrt {\lambda _{i}}}\end{pmatrix}}.}
Falls {\displaystyle \lambda _{i}=0} und gleichzeitig {\displaystyle m_{i}>1} gilt, existiert die Wurzel aus dem Jordan-Block {\displaystyle J_{i}} nicht.
Außerhalb der Jordan-Blöcke stehen lauter Nullen.
Falls {\displaystyle \lambda _{i}\neq 0,} so hat die Zahl {\displaystyle \lambda _{i}} zwei Wurzeln, daher erhält man auf diese Weise für jeden Jordan-Block {\displaystyle J_{i}} zwei verschiedene Wurzeln. So entstehen durch Kombination {\displaystyle 2^{k}} Wurzeln, wobei {\displaystyle k} die Anzahl der Jordan-Blöcke {\displaystyle J_{i}} bezeichnet.
Mit diesem Verfahren bekommt man im Allgemeinen nur einige und nicht alle Quadratwurzeln einer Matrix.